# 哈特湖 (印地安納州)
哈特湖（英語：Lake Hart）是位於美國印地安納州摩根縣的一個非建制地區。該地的面積和人口皆未知。